# Trelew
Trelew é uma cidade do vale inferior do rio Chubut, no Departamento de Rawson, no nordeste da província de Chubut, na Patagônia, Argentina, que conta com uma população de 88.302 pessoas (INDEC de 2001).
A cidade começou a ser formada em cerca de 1886 pelos colonos galeses no final do século XIX. Seu nome significa "vilarejo de Luis", em referência a Lewis Jones, um dos primeiros colonizadores vindos do País de Gales.

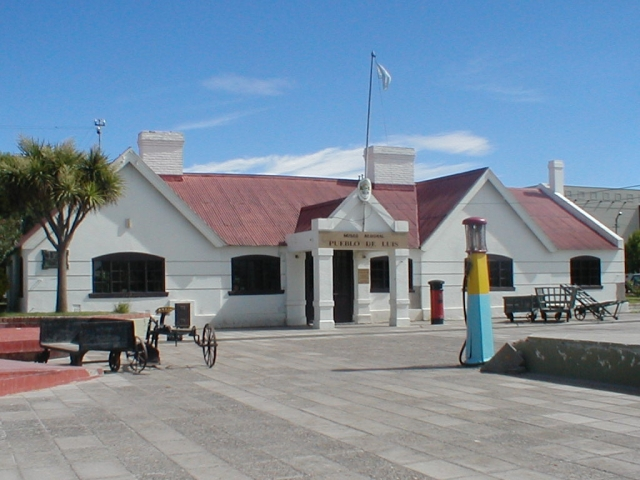
Museu Cidade de Luis, Trelew

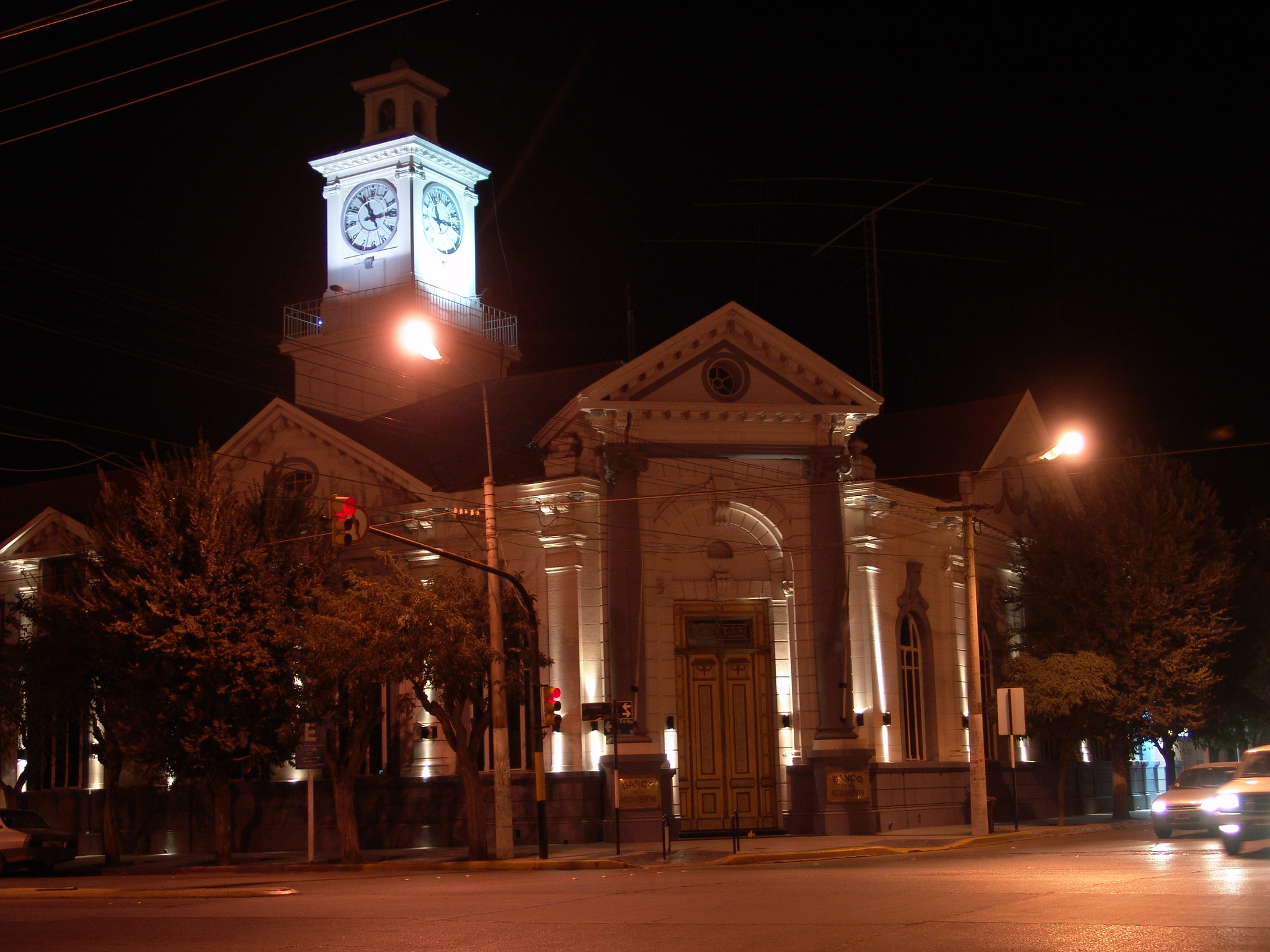
"Banco Nación" vista noturna

É um importante centro comercial e industrial e possui o pólo têxtil de lã mais importante da Argentina. Em Trelew se industrializa e comercializa 90% da lã do país. A produção sai por Puerto Madryn e por Puerto Deseado, principalmente para o exterior.
Na cidade está localizado o Museu Regional Povo de Luis, onde são expostos aspectos históricos da região relacionados com a colônia galesa e com os grupos indígenas mapuches e tehuelches. O Museu Paleontológico Egidio Feruglio conserva restos do patrimônio paleontológico da Patagônia e é um dos mais importantes da América do Sul. A cidade de Trelew também serve como base para atividades turísticas de relevância nacional e internacional durante todo o ano, conectando pontos de grande interesse turístico como a Península de Valdes, Punta Tombo, Gaiman, dique Florentino Ameghino e outros.

## Demografia da cidade de Trelew
População: 88.305 habitantes (51% mulheres, 49% homens)

## História
O nascimento de Trelew está intimamente ligado à história da colonização galesa na região. Em 28 de Julho de 1865, chega o barco "Velero Mimosa" com 153 imigrantes provenientes do País de Gales às costas de Golfo Nuevo (atual Puerto Madryn) e se estabelecem a alguns km mais ao sul, sobre a margem esquerda do Rio Chubut, fundando as cidades de Gaiman, Dolavon, Rawson - capital de província - e Trelew, batizada pelos colonos "Povo de Luis". Na língua galesa: Tre = Povo e Lew = apócope de Lewis; de Lewis Jones, principal responsável pela concessão para construir a estrada de ferro na região. O nome foi oficializado por Decreto do Poder Executivo Nacional em 20 de outubro de 1915.
Trelew é um povoado que não surge de um ato formal de sua fundação à maneira das realizadas pela Espanha na América, foi uma conseqüência de um grandioso esforço em busca de um estabelecimento definitivo para a Nova Colônia (galesa) surgida no Vale Inferior do Rio Chubut, fazendo mais fácil o transporte de produtos que a colônia comercializava com Buenos Aires e com o País de Gales.
Dentro do que é hoje a cidade de Trelew, existiam três assentamentos da Colônia Galesa pertencentes a Lodwig Williams, Peter Jones e Jasiah Williams. Em 1867 surge a ideia de construir uma ferrovia que ligasse o vale com a Bahía Nueva (atual Puerto Madryn), com o intuito de contornar os problemas de comercialização de seus produtos (destacando-se o trigo).
A iniciativa dos colonos galeses de construção da ferrovia é recebida favoravelmente pelo Governo Nacional, e em 20 de outubro de 1884 é sancionada a Lei 1539, que autoriza as obras da ferrovia. Na segunda metade de 1886 começa a construção das vias de transporte a partir dos dois extremos da linha: Em Puerto Madryn, 250 trabalhadores, sob a direção do engenheiro Jones Williams, aproveitando a existência de água doce e das vantagens climáticas de um relevo (próximo à Lagoa Chiquichano) que protegia de reveses climáticos e das periódicas inundações. Em 25 de maio de 1889 inaugura-se oficialmente a Ferrovia Central do Chubut, marcando o início de um novo assentamento, pois em torno da estação, surgem as primeiras casas de comércio e de atividades complementares como banco, correios, transportes, hotéis; funcionando como área de serviços da atividade agropecuária que se desenvolveu no vale. 
Trelew dependeu do município de Gaiman, o mesmo que Rawson; em 1903 criou-se por decreto firmado pelo então presidente J. A. Roca y pelo Ministro do Interior, J. V. Gonzáles, o município da Cidade de Trelew. Em 18 de abril de 1904 se reuniu o primeiro Conselho Deliberante composto por cinco membros pioneiros patagônicos. Foi eleito o primeiro Intendente de Trelew, o Sr. Edward Jones Williams, engenheiro que participava da construção da Ferrovia.

## Economia
A cidade tem como principais atividades econômicas, geradoras de valor agregado, a agropecuária, as indústrias e o turismo; estas atividades são complementadas com serviços.
A agricultura foi a primeira atividade da região, que se remonta à chegada dos colonos galeses no final do século XIX, que com sacrifício e esforço transformaram a foz do Rio Chubut em um dos vales férteis mais austrais do mundo. 
Na pecuária, predomina o gado ovino, contando com 4.044.239 cabeças em toda a província (segundo a enquete nacional agropecuária de 1996).
A indústria se caracteriza por atividades como a têxtil de lã, têxtil sintética, metalúrgica, construção e química, concentradas no Parque Industrial da cidade e no Parque Industrial Leve (Liviano). 
O turismo é uma das atividades que se incorporou nos últimos anos, fruto da potencialização dos atrativos turísticos que rodeiam a cidade. Esta atividade se complementa com uma estrutura em serviços hoteleiros, centros gastronômicos e centros comerciais, entre outros, todos eles voltados ao turista.

## Esportes
- Futebol: o "Club Independiente (de Trelew)" é o mais antigo da cidade e sua maior conquiste foi ter participado do Campeonato Nacional Argentino de Futebol em 1972 da Associação de Futebol Argentino, a AFA.
- Futebol e Basquete: o "Club Social y Deportivo Huracán (de Trelew)" e o "Club Racing (de Trelew)" são os clubes que atualmente contam com as melhores instalações e equipes de futebol e basquete. Racing participa atualmente do Torneio Argentino B da 4ª divisão do futebol argentino.
- Voleibol: o "Club Independiente (de Trelew)" participou do torneio nacional de vôlei 06/07 com o nome de Chubut Voley.
- Rugby: os clubes "Patoruzu Rugby Club" e "Trelew Rugby Club" competem no campeonato regional.